# Салтановка (Чечерский район)
Салтановка (бел. Салтанаўка) — упразднённая деревня в Чечерском районе Гомельской области Белоруссии. Входила в состав Залесского сельсовета.
На территории Чечерского биологического заказника.
В результате катастрофы на Чернобыльской АЭС и радиационного загрязнения жители (48 семей) в 1992 году переселены в чистые места.

## География

### Расположение
В 14 км на северо-восток от Чечерска, 51 км от железнодорожной станции Буда-Кошелёвская (на линии Гомель — Жлобин), 79 км от Гомеля.

### Гидрография
На реке Девица (приток реки Сож).

## Транспортная сеть
Транспортные связи по просёлочной, затем автомобильной дороге Полесье — Чечерск. Планировка состоит из криволинейной меридиональной улицы, застроенной двусторонне деревянными усадьбами.

## История
Согласно письменным источникам известна с начала XIX века как селение в Полесской волости Белицкого уезда Могилёвской губернии. В 1881 году действовал хлебозапасный магазин. Согласно переписи 1897 года действовали хлебозапасный магазин, ветряная мельница. В 1907 году в деревенской школе 35 учеников. В 1909 году 392 десятины земли. Рядом находился одноимённый фольварк.
В 1926 году почтовый пункт, школа. С 8 декабря 1926 года до 30 декабря 1927 года центр Солтановского, в 1931-39 годах Закриничского сельсоветов Чечерского района Гомельского (до 26 июля 1930 года) округа, с 20 февраля 1938 года Гомельской области. В 1930 году организован колхоз «Юный ленинец», работали кузница и шерсточесальня". 69 жителей погибли на фронтах Великой Отечественной войны. Согласно переписи 1959 года входила в состав совхоза «Беляевский» (центр — деревня Беляевка).

## Население

### Численность
- 1992 год — жители (48 семей) переселены.

### Динамика
- 1816 год — 23 двора.
- 1881 год — 31 двор, 183 жителя.
- 1897 год — 45 дворов, 333 жителя (согласно переписи).
- 1909 год — 51 двор, 426 жителей.
- 1926 год — 57 дворов.
- 1959 год — 379 жителей (согласно переписи).
- 1992 год — жители (48 семей) переселены.